# Zollhaus (Abensberg)

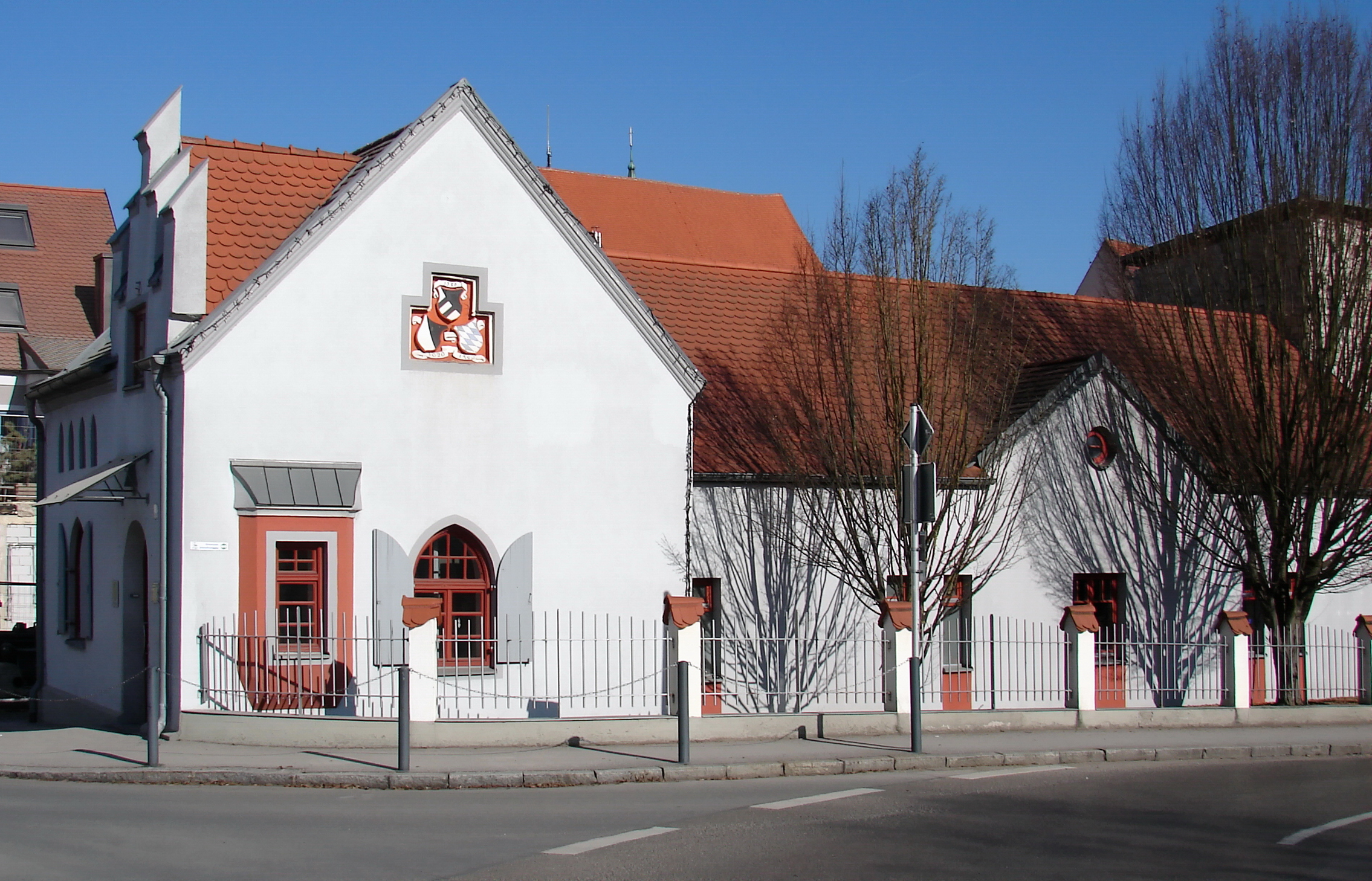
Zollhaus in Abensberg (2017)

Das Zollhaus in Abensberg, einer Stadt im niederbayerischen Landkreis Kelheim, wurde im dritten Viertel des 19. Jahrhunderts errichtet. Das Zollhaus an der Babostraße 21 ist ein geschütztes Baudenkmal.
Der Zweiflügelbau mit Satteldächern im rechten Winkel zueinander wurde in neugotischen Formen errichtet. Der westliche Teil besitzt einen Zinnengiebel. Die drei Wappen am Südgiebel von 1348 befanden sich an der Südseite des 1901 abgebrochenen Abenstores (siehe Stadtbefestigung Abensberg), das unmittelbar westlich des Zollhauses stand. Der Ostflügel besitzt einen Zwerchgiebel.